# Yakuza: Dead Souls
Yakuza: Dead Souls, conocido en Japón como Ryū ga Gotoku OF THE END, es un videojuego de acción-aventura, desarrollado y distribuido por Sega en exclusividad para la consola PlayStation 3. Se trata del sexto juego de la serie de videojuegos Yakuza, pero su argumento no es canónico al tratarse de un spin-off. Una imagen promocional del juego publicada en la revista japonesa Famitsu presentaba a Kamurocho, ciudad principal de la saga, totalmente en ruinas. Posteriormente, el juego fue presentado oficialmente en el evento The Game Show de 2010 en Tokio, revelando que la historia del mismo se establecería durante un brote zombi en Kamurocho y tras de los acontecimientos de Yakuza 4. El juego fue programado originalmente para el lanzamiento en Japón el 17 de marzo de 2011 dos días después del lanzamiento de Yakuza 4 en América del Norte, sin embargo, después del terremoto y el tsunami Tōhoku 2011, el lanzamiento se retrasó indefinidamente. Una nueva fecha de lanzamiento se estableció para el 9 de junio. El juego también fue lanzado en América del Norte y Europa por Sega en marzo de 2012.

## Argumento
El juego se desarrolla durante un brote zombi en el barrio ficticio de Kamurocho, lugar habitual en la serie Yakuza. El juego está ambientado en abril de 2011, cuando los habitantes de Kamurocho se han convertido en zombis. Las fuerzas de defensa de Japón fueron llamadas para contener el brote, pero no tuvieron éxito. Ahora sólo un soldado sigue vivo, Misuzu Asagi. Después de recibir una llamada telefónica de un misterioso hombre que ha secuestrado a Haruka, Kazuma Kiryu marcha de Okinawa para dirigirse a Kamurocho. Ahora, cuatro hombres son la única esperanza: el misterioso prestamista Shun Akiyama, el temido yakuza y dueño de la empresa de construcción propiedad "Mad Dog" Goro Majima, el Dragón de Kansai, que finalmente ha despertado de un largo sueño, Ryuji Goda, y el legendario ex yakuza, Kazuma Kiryu. Estos cuatro hombres son los únicos que pueden defender la ciudad, y el jugador irá controlándolos a medida que la trama va evolucionando por capítulos.

## Actores de doblaje
- Hidenari Ugaki como Goro Majima.
- Takaya Kuroda como Kazuma Kiryu.
- Kōichi Yamadera como Shun Akiyama.
- Masami Iwasaki como Ryuji Goda.
- Satoshi Tokushige como Daigo Dojima.
- Rie Kugimiya como Haruka Sawamura, que es secuestrado por un misterioso hombre.
- Koji Matoba como Tetsuo Nikaido, miembro de la alianza Omi, presidente de la tercera parte de la familia Go-Ryu, y mano derecha de Ryuji.
- Tetta Sugimoto como Tomoaki Nagahama, un miembro de la Familia Majima del Clan Tojo.
- Chiaki Kuriyama como Misuzu Asagi, la heroína, miembro de la Fuerza de defensa de Japón.
- Renji Ishibashi como Oyassan, un takoyaki dueño de la tienda de Kansai, que está conectado a Ryuji.
- Peter como "DD", un misterioso hombre japonés-americano que aparece en Kamurocho cuando comienza el brote zombi. Él es la clave para la historia, aunque no se sabe de qué lado está.
- Aya Hirano como Hana, secretaria de Akiyama. Después de los acontecimientos de Yakuza 4 consiguió adelgazar, pero volvió a sus antiguos hábitos alimenticios y ha recuperado su figura rechoncha.

## Recepción

### Crítica
Yakuza: Dead Souls recibió críticas mayormente positivas, consiguiendo una calificación promedio de 64 sobre 100, basándose en 55 reseñas por parte del periodismo de videojuegos.